# Медаль «10 років Парламенту Республіки Казахстан»
Ювілейна медаль «10 років Парламенту Республіки Казахстан» (каз. Қазақстан Республикасының Парламентіне 10 жыл) — державна нагорода Республіки Казахстан, заснована на підставі Указу Президента Республіки Казахстан від 7 листопада 2005 року № 1666.

## Положення про медаль
Ювілейною медаллю заохочуються громадяни Республіки Казахстан та іноземні громадяни, які зробили значний внесок у розвиток та становлення казахстанського парламентаризму, а також у відзначення 10-річчя Парламенту Республіки Казахстан.

## Опис
Ювілейна медаль «Қазақстан Республікасиниң Парламентіне 10 жил» виготовляється з латуні та має форму правильного кола діаметром 34 мм.
На аверсі медалі в центрі зображено Державний прапор Республіки Казахстан. Зображення Прапора виготовлено з емалі блакитного кольору. У нижній частині медалі по колу розташована лаврова гілка. Праворуч від Прапора знаходиться рельєфний напис «10 жил», виконаний у два рядки.
На реверсі медалі в центральній частині на матованій поверхні нанесено напис «Қазақстан Республікасиниң Парламенті» у три рядки. У нижній частині під написом розташований елемент національного орнаменту.
Усі зображення та написи на медалі рельєфні, золотистого кольору. Краї медалі обрамлені бортиком.
Медаль за допомогою вушка та кільця з'єднується із шестикутною колодкою 34 мм шириною та 50 мм заввишки, виготовленою з латуні. Колодка обтягнута стрічкою муарового кольору Державного прапора Республіки Казахстан, краї якої обрамлені смужками синього кольору шириною 4 мм. У центрі стрічки розташовані дві жовті смужки завширшки 2 мм. Ширина муарової стрічки — 34 мм. На звороті колодки розташована шпилька, за допомогою якої медаль кріпиться до одягу.
Медаль виготовлена на Казахстанському монетному дворі в Усть-Каменогорську.